# Flughafen N’Dolo

i7
i11
i13
Der Flughafen N’Dolo (französisch Aéroport de N’Dolo, IATA-Code: NLO, ICAO-Code: FZAB) ist ein kleiner Flugplatz im Stadtteil Barumbu der Hauptstadt Kinshasa in der Demokratischen Republik Kongo.
Er ist neben dem Flughafen Ndjili der kleinere und ältere der beiden Flughäfen in der Region Kinshasa. Der Flugplatz wird hauptsächlich für Inland-Frachtflüge genutzt. Seit der Flugzeugkatastrophe von Kinshasa 1996, bei der ein überladenes Frachtflugzeug über die Landebahn in einen Vorortmarkt hinausgeschossen ist, besteht ein Gewichtslimit von 15 Tonnen Abflugmasse. Ursprünglich an der Peripherie des damaligen Léopoldville erstellt, ist der Flugplatz heute rundum von Siedlungen der Agglomeration Kinshasa umgeben.
Die Frachtfluggesellschaft Air Kasaï hat am Aéroport de N’Dolo ihren Sitz. Auf dem Gelände des Flugplatzes befinden sich ein kleines Industriegebiet, Lagerhallen und ehemalige Militärhangars.

## Lage
Der Flugplatz befindet sich im östlichen Wohngebiet von Kinshasa in der Nähe zum Fleuve Congo, dem zweitlängsten Fluss Afrikas.

## Geschichte
Die Gründung und der Pistenausbau des Aéroport de N’Dolo geht zurück auf die Gründungsgeschichte der Aviation militaire de la Force publique (Avimil), die dort von 1940 bis 1960 ihren militärischen Stützpunkt betrieb. Die Farman F.500 Monitor war einer der zweisitzigen Trainer, die Avimil in jener Zeit zur Pilotenschulung einsetzte.
Ende 1960 verlegte die Avimil ihren Stützpunkt nach Lubumbashi. Danach wurde der Aéroport de N’Dolo als Regionalflughafen für Passagierverkehr bis zur Eröffnung des Flughafens Ndjili weiter betrieben.

## Zwischenfälle
- Am 16. August 1946 verunglückte eine Lockheed 14-H2 Super Electra der belgischen Sabena (Luftfahrzeugkennzeichen OO-CAG) auf dem Flughafen N’Dolo und wurde irreparabel beschädigt. Nähere Einzelheiten sind derzeit nicht verfügbar. Über Personenschäden ist nichts bekannt.[2]

- Am 8. Januar 1996 raste ein überladenes Antonow An-32B-Frachtflugzeug der russischen Moscow Airways (RA-26222) nach missglücktem Start vom Flughafen N’Dolo in einen Marktplatz, wo mindestens 297 Menschen starben (einige Quellen berichten von über 350 Toten). Vier der sechs Besatzungsmitglieder überlebten[3] (einige Quellen geben an, dass alle Crewmitglieder überlebten). Das Flugzeug der Moscow Airways wurde von zwei alkoholisierten russischen Piloten geflogen. Es war offiziell von der Scibe Airlift geleast worden, da die African Air (ein Scheinunternehmen des Scibe-Eigentümers) keine Lizenz zum Betrieb eines solchen Flugzeuges hatte. Scibe Airlift und Air Africa wurden zur Zahlung von 1,4 Mio. US-$ an die Opfer und ihre Hinterbliebenen verurteilt (siehe auch Flugzeugkatastrophe von Kinshasa).[4][5]